# Мара Нацева
Мара Нацева-Дърлевич (на македонска литературна норма: Мара Нацева-Дрлјевиќ) е македонска комунистка и народен герой на Югославия.

## Биография
През 1936 г. става член на Съюза на комунистическата младеж на Югославия, а през 1939 г. на комунистическата партия. През 1940 г. става член на Местния и окръжния комитет на КПЮ в Ниш. Участва като делегат от Сърбия на Петата земска конференция на КПЮ в Загреб.
В края на 1941 година става член на Покрайненския комитет на КПЮ за Македония. През лятото на 1942 година е арестувана от българската полиция и интернирана в лагера за жени край Асеновград. През август 1942 година инструктурът на ЦК на ЮКП Добривое Радославович подготвя новия областен комитет в лицето на Кузман Йосифовски, Борко Темелковски, Мара Нацева и Страшо Пинджур. През март 1943 година без нейното присъствие е избрана за организационен секретар на новосформираната Комунистическа партия на Македония. Избрана е за делегат на АВНОЮ и АСНОМ, както и за член на Президиума на АСНОМ.